# All Things Considered
All Things Considered (ATC) ist das nachmittägliche Nachrichtenprogramm des öffentlichen Radionetzwerkes NPR in den Vereinigten Staaten.

## Ausstrahlung
Die Sendung wird montags bis sonntags ausgestrahlt. Die zweistündige Werktagsausgabe (auch feiertags) wird von 16 bis 18 Uhr (Ostenküstenzeit) live produziert und danach bis 22 Uhr (Ostenküstenzeit) als Dauerschleife („Feed“) wiederholt. Wenn erforderlich, wird die Sendung während der Wiederholung aktualisiert. Lokale Partnerstationen übernehmen den Feed und strahlen ihn zu einer bei ihnen vor Ort passenden Zeit aus. Die meisten Stationen senden ATC von 16 bis 20 Uhr Ortszeit.
Am Wochenende wird unter dem Namen Weekends On All Things Considered (WATC) eine verkürzte, einstündige Version gesendet. Die Ausstrahlung erfolgt in der Regel um 17 Uhr Ortszeit.

## Geschichte
Die Sendung wird seit 1971 ausgestrahlt und bildet zusammen mit ihrem Gegenstück am Morgen (Morning Edition) die Flaggschiffe von NPR News der Nachrichtenredaktion von NPR. Sie erreichte im Jahr 2017 eine Einschaltquote von 17,7 Millionen Zuhörern. ATC wurde als Radioprogramm zur abendlichen Rush Hour („drive time radio“) konzipiert.
Die Wochenendausgabe wird seit 1977 ausgestrahlt.
Im Januar 2000 lief die erste Ausgabe des Ablegers All Songs Considered.

## Format
Jede Sendestunde besteht aus vier Segmenten (A–D). Dieser Programmrahmen bietet den Partnerstationen eine große Flexibilität: Sie können die einzelnen Segmente komplett, teilweise oder gar nicht übernehmen. Sie haben so die Möglichkeit, eigene Berichte und Reportagen innerhalb der Sendung auszustrahlen. Es gibt ein dezidiertes Zeitfenster, das die Partnerstationen füllen können (sogenannte „station breaks“), sie können aber auch einzelne Reportagen durch lokale Berichterstattung ersetzen.
Am Beginn der Sendestunde steht eine 60 Sekunden lange Kurzzusammenfassung („Billboard“) der Top-Themen der nächsten Stunde. Viele Stationen ersetzen die Originalversion durch eine lokale Variante. Danach folgen die Nachrichten. Der Nachrichtenblock ist fünf Minuten lang und hat kurze Pausen nach drei Minuten. In dieser Pause scheren viele Partnerstationen aus den Hauptnachrichten aus und senden lokale Nachrichten oder den Verkehrsfunk.
Das A-Segment beginnt nach 6:30 Minuten nach und dauert rund 12:30 Minuten. Dieses Segment behandelt (analog zur Morning Edition) das Top-Thema des Tages. In der Wochenendausgabe wird in der Regel ein großer Bericht unter dem Titel „Our cover story today“ gesendet. Es folgt ein 90-sekündiges Zeitfenster, das die Partnerstationen füllen können (bspw. mit lokalen Schlagzeilen, Verkehrsfunk oder Werbung).
Das B-Segment beginnt nach 20:30 Minuten und hat eine Länge von rund 8 Minuten. Es folgen ein weiterer „station break“ und die Nachrichten.
Das C-Segment beginnt nach 35:30 Minuten und hat eine Länge von 13 Minuten.
Der letzte Block, das D-Segment, startet zur Minute 50.

### Rubriken
ATC hat einige wiederkehrende Rubriken im Programm. Darunter sind
- montags: „All Tech Considered“: Reportage zu aktuellen technischen Entwicklungen;
- freitags: Politische Analyse von beiden Seiten des politischen Spektrums mit David Brooks (The New York Times) und E. J. Dionne (The Washington Post);
- samstags: Politische Analyse mit James Fallows (The Atlantic).

### Moderatoren
ATC wird unter der Woche in der Regel von zwei Moderatoren gemeinsam moderiert. Die Wochenendausgabe hat nur einen Moderator. Die Werktagsausgabe wird in den Studios am NPR-Stammsitz in Washington, D.C. produziert. Die Produktion der Wochenendausgabe wurde 2013 in die Studios von NPR West im kalifornischen Culver City verlegt.

#### Werktags
Die Moderation der Werktagsausgabe teilen sich derzeit drei Moderatoren:
- Robert Siegel (1987–Januar 2018)[4]
- Melissa Block (2003–August 2015)[5]
- Audie Cornish (2012–Januar 2022)[6][7]
- Ari Shapiro (seit September 2015)[8]
- Kelly McEvers (September 2015–Januar 2018)[8]
- Mary Louise Kelly (seit Januar 2018)[9]
- Ailsa Chang (seit 2018)[10]
- Juana Summers (seit 2022)[11]

#### Wochenende
- Guy Raz (2009–Dezember 2012)[12]
- Arun Rath (September 2013–September 2015)[13][8]
- Michel Martin (Oktober 2015–März 2023)[8][14]
- Scott Detrow (seit Juni 2023)[15]